# Наш спільний друг
«Наш спільний друг» (англ. Our Mutual Friend) — останній завершений роман англійського письменника Чарлза Дікенса, написаний і опублікований у 1864—1865 роках. Жоден інший роман письменник не створював так довго, як цей. Зріла майстерність письменника поєднала у цій книзі детективно-романтичну інтригу за участю зворушливих персонажів, які притаманні виключно перу Дікенса, і соціально-психологічну сатиру на тему згубної влади грошей. Критики особливо відзначили нетипові для романів Дікенса, яскраві і реалістично виписані жіночі образи (Белла, Ліззі, Дженні).

## Історія написання
На початку 1860-х років 50-річний Чарлз Дікенс був на вершині своєї популярності. Його творчістю захоплюються Вільям Теккерей, Вілкі Коллінз, Ганс Крістіан Андерсен, Іван Сергійович Тургенєв, Ежен Сю. Журнал «Круглий рік», який заснував Дікенс, користувався величезним успіхом, читачі добре прийняли і опублікований там новий роман «Великі сподівання», який тільки у 1861 році витримав чотири окремі видання. Але, судячи з листів до Коллінза, цей період був нелегким для Дікенса. Позначався і розрив з дружиною (1858 р.), і байдуже ставлення його коханої, молодої актриси Еллен Тернан, з якою письменник познайомився у 1857 році. У вересні 1863 р. померла мати письменника, а в грудні у Індії загинув його син Волтер. Дікенс відрізнявся гострою вразливістю, і події особистого життя часто знаходили відображення у сюжеті і стилі його книг.
Сюжетну ідею роману «Наш спільний друг», автор, можливо почерпнув з п'єси Річарда Генрі Горна «Dust; or Ugliness Redeemed», яка була опублікована в журналі Дікенса «Домашнє читання» (1850 р.), деякі ситуації у цій п'єсі перегукуються з ситуаціями роману. Першим документальним свідченням про початок роботи над романом є нотатка в записнику Дікенса з начерком лінії Джона Гармона, яка була зроблена у 1861 році.
Будучи ще журналістом, Дікенс завжди прагнув максимально достовірно описувати картини; готуючись почати роман «Наш спільний друг», він обійшов пристані і нетрі лондонського Іст-Енду, відвідав поліцейські дільниці, таверни і шинки, вивчав їх атмосферу, уважно прислухався до розмов відвідувачів. Багатьох персонажів роману Дікенс написав з людей, яких випадково зустрічав на подібних прогулянках. Критики припускають, що в головній героїні роману, Беллі Вілфер, Дікенс описав Еллен Тернан. Вони зустрічалися протягом всього періоду роботи над романом, Еллен погодилася на спільне життя, але любові Дікенса не розділяла.

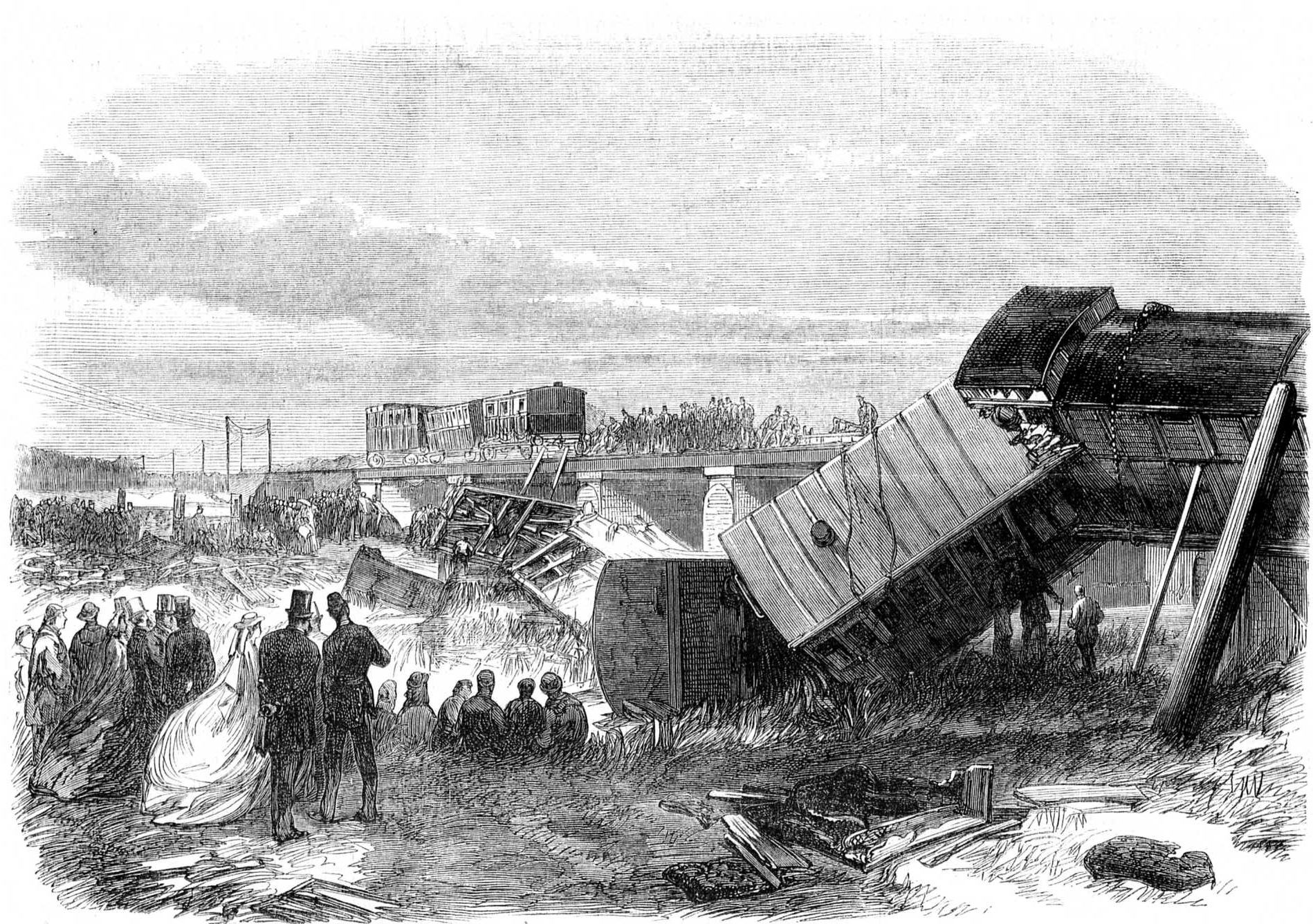
Катастрофа в Стейплгерсті

Як і більшість інших романів Дікенса, «Наш спільний друг» друкувався окремими щомісячними випусками, з травня 1864 р. по листопад 1865 р. Всього було 19 випусків, по шилінгу за штуку (останній випуск був здвоєним). Як новий ілюстратор Дікенса замість Фіза (Геблот Браун) виступив Марк Стоун, гравюри якого заслужили схвалення письменника.
В післямові до роману Дікенс згадує, що книга могла залишитися незавершеною — 9 червня 1864 р. Дікенс, маючи при собі розділи 3-ї частини роману, потрапив у залізничну катастрофу поблизу селища Стейплгерст (вісім вагонів впали у річку). На щастя, ні письменник, ні рукопис не постраждали, хоча Дікенс пережив сильне душевне потрясіння і запевняв, що «ніколи не був такий близький до вічної розлуки зі своїми читачами». У період роботи над романом у Дікенса з'явилися перші ознаки хвороб, від яких він помер п'ять років по тому.

## Сюжет

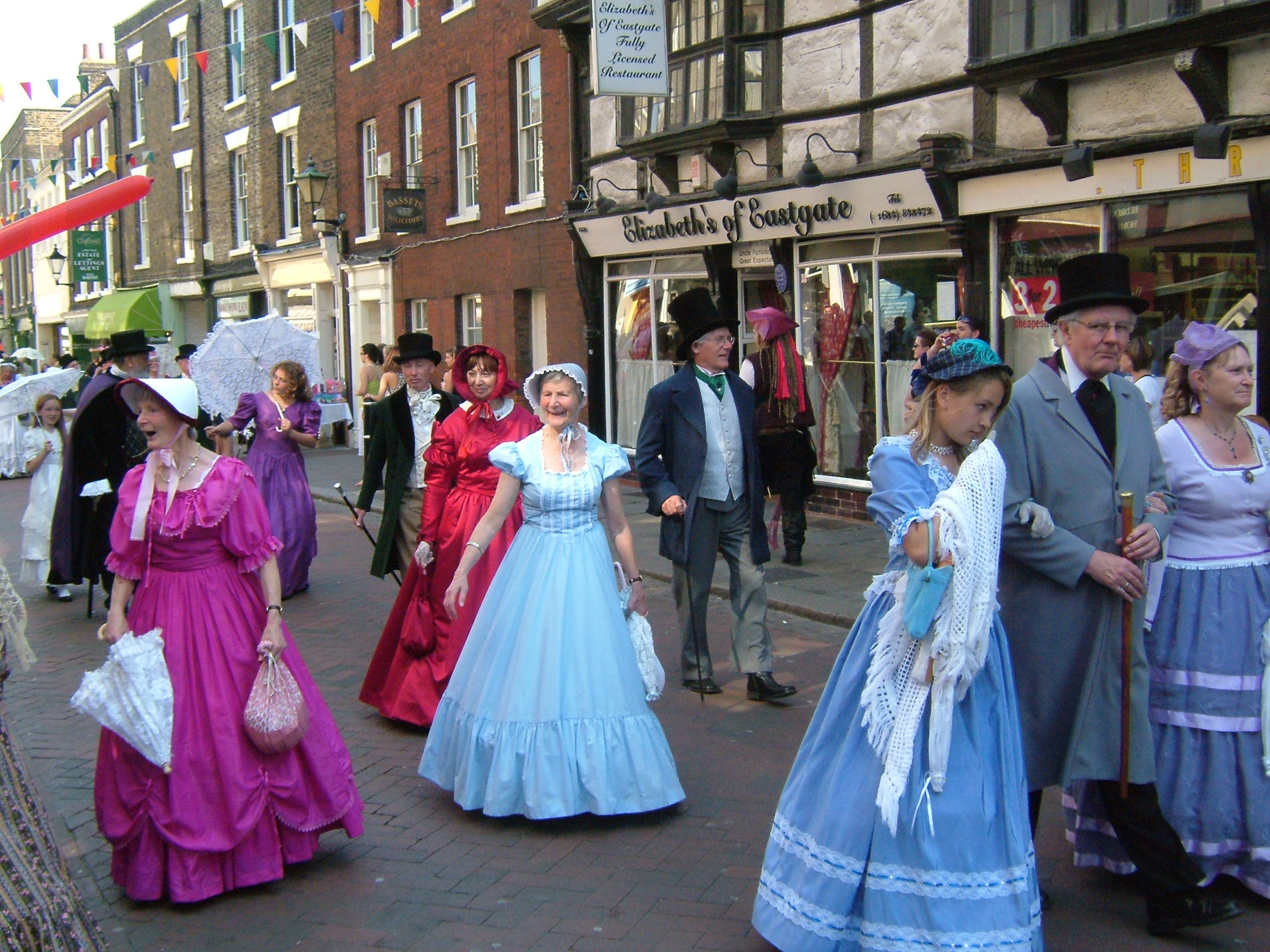
Реконструкція вікторіанської епохи на фестивалі Діккеса (Рочестер, червень 2007)

Роман складається з кількох переплетених сюжетних ліній. Головна серед них — доля спадщини лондонського сміттяра Гармона. Цей похмурий скнара, який розбагатів на муніципальних підрядах, вигнав з дому 14-річного сина Джона і відтоді його не бачив. У заповіті Гармон залишив синові спадок за умови, що той одружиться з незнайомою йому Беллою Вілфер, а якщо цей шлюб не відбудеться, спадщина переходить до старого слуги Гармона, Нодді Боффіна. Джон повернувся в Лондон, став жертвою пограбування і його оголосили мертвим. Насправді він залишився живий, під вигаданим ім'ям познайомився з Белою і став секретарем Боффіна. Джон закоханий у Беллу, але не зустрічає взаємності з її боку, у Белли більш далекосяжні плани. Джон не хоче розкривати своє справжнє ім'я, щоб не примушувати Беллу до небажаного шлюбу, і видає себе за Джона Роксміта. Незабаром дружина Боффіна дізнається таємницю Джона, і вони вирішують врятувати Беллу від згубного впливу жадібності до грошей. Роксміт і Боффін дають Беллі наочне (хоча і вдаване) уявлення про те, як гроші псують людей. В цей же час помирає хлопчик, якого родина Боффінів хотіла взяти на виховання в пам'ять про Джона, і ця трагедія зближує Джона і Беллу. Найкращі якості душі Белли беруть гору, вона і Джон вступають у щасливий шлюб. До основної інтриги примикає лінія Сайласа Вегга, злого заздрісника, який випадково знайшов більш ранній заповіт Гармона, у якому він передає всі свої кошти в казну. Вегг намагається шантажувати Боффіна, але, на його нещастя, виявляється, що існує ще більш пізній варіант заповіту — написаний на користь Боффіна. Зрештою, Боффін добровільно віддає спадок Джону.
Інша сюжетна лінія показує забезпеченого адвоката Юджина Рейберна, його кохану, бідну дівчину Ліззі Гексем і вчителя Бредлі Гедстона, також закоханого в Ліззі. Юджин — легковажний ледар, а Бредлі Гедстон — шалений ревнивець. Ліззі подобається Юджин, хоча вона з болем усвідомлює, що між ними соціальна прірва. Перелякана погрозами Гедстона, Ліззі після загибелі батька і розриву з братом ховається, але обидва шанувальники незабаром знаходять її притулок. Гедстон важко ранить Юджина і зіштовхує його в річку, Ліззі, почувши крик, рятує Юджина. Наприкінці роману Юджин одружується з Ліззі і подібно Беллі, перероджується на краще, оголосивши, що сподівається стати гідним своєї дружини. Бредлі Гедстон закінчує життя самогубством.
Третя лінія роману описує кумедну дівчинку, лялькову швачку Дженні Рен та її друга, старого єврея Раю. Він працює на фірмі шахрая Фледжбі. Той видає Раю за власника, перекладаючи тим самим всю відповідальність на нього. Щоб не брати участь у махінаціях, Рая йде з фірми. В цей же день Фледжбі отримує жорстоких і цілком заслужених прочуханів від однієї зі своїх жертв.
У кількох розділах описане вище суспільство, що збирається у домі нуворишів Венірінгів. Тут Дікенс дав убивчо-сатиричні портрети старої і нової аристократії. Серед персонажів там опиняються банкрути, негідники, шахраї, зарозумілі нездари, мисливці за посагом, відверті нероби, тощо.

## Головні герої
- Джон Гармон (англ. John Harmon) — спадкоємець великого капіталу, який батько заповідав йому за умови, що він одружиться з Беллою Вілфер. На початку роману повертається в Лондон, безслідно зникає і вважається мертвим; у середині роману з'ясовується, що він живий і ховається під ім'ям Джона Роксміта (англ. John Rokesmith).
- Белла Вілфер (англ. Bella Wilfer) — красива дівчина з бідної сім'ї, на початку роману примхлива і егоїстична, вона мріє розбагатіти. Уявна смерть Джона, здавалося, зруйнувала всі її розрахунки, але заступництво Боффіна знову воскресило надію. Роксміт в її плани не входить, і вона відразу дає йому це зрозуміти. Однак у ході розвитку дії роману, під спільним впливом Боффіна, Ліззі і Роксміта, відбувається духовне переродження Белли. Критики вважають Беллу Вілфер найбільш живим і реалістичним жіночим персонажем у всій творчості Дікенса.[6].
- Нікодімус (Нодді) Боффін (англ. Nicodemus (Noddy) Boffin) і місіс Генрієтта Боффін (англ. Mrs. Henrietta Boffin) — колишні слуги Гармона-батька, наївні, але добрі і благородні люди, єдині, яким озлоблений скнара Гармон довіряв. Вони, «живучи серед сміттєвих насипів, зберегли в чистоті свою нехитру совість і честь». Обоє дуже любили Джона, коли той був ще хлопчиськом. Розбагатівши, Боффіни роблять незграбні спроби відповідати новому положенню — зокрема, Нікодимус наймає Вегга для того, щоб той читав йому «розумні книги» та підвищив його рівень освіти. Доброта поєднується у Боффіна з твердим характером, що видно з розмови з Лемлами і з останньої сцени з Веггом. Дізнавшись про таємницю Джона, Боффін передає йому весь спадок.
- Ліззі Гексем (англ. Lizzie Hexam) — ще одна приваблива бідна дівчина. Сильний і цільний характер — вірна, чесна, самовіддана, щиро віддана батькові та брату. Часто мріє, дивлячись на вогонь. В кінці роману здійснюється її мрія — присвятити життя коханому.
- Чарлі Гексем (англ. Charley Hexam) — молодший брат Ліззі, учень Бредлі Гедстона. Егоцентрист, заклопотаний тільки власним досягненням успіху у житті. Намагається переконати Ліззі вийти заміж за Гедстона, а коли вона відмовляється, розриває з нею стосунки. Коли репутація Гедстона похитнулася, він і з ним більше не бажає знатися. Рая коротко характеризує його: «Безсердечне щеня».
- Юджин Рейберн (англ. Eugene Wrayburn) — джентльмен за народженням, адвокат за освітою. На початку роману - нероба і шалапут. Роботи у нього немає, і він нічого не робить, щоб знайти її. Випадково зустрівши Ліззі у важкий для неї день смерті батька, він бере участь у її долі, між ними виникає взаємне почуття, але Юджин продовжує ставитися до подій безтурботно і легковажно. Врятований Ліззі після замаху на його життя, Юджин стає іншою людиною, одружується з Ліззі і починає відповідально ставитися до життєвих проблем.
- Дженні Рен (англ. Jenny Wren) — близька подруга Ліззі, 12-річна дівчинка-інвалід (ходить з милицею), рано залишилася без матері і мешкає з батьком-пияком. Шиє одяг для ляльок, життєрадісна, товариська, гостра на язик, має прекрасне довге золотисте волосся, яким дуже пишається. До власного нелегкого життя відноситься як до якоїсь гри, яку перетворює у казку — називає батька-пияку своєю «поганою дитиною», а Раю - «хрещеною феєю», говорить про свої ляльки, як про живих людей, вона вигадала собі ім'я Дженні Рен замість справжнього Фанні Клівер (англ. Fanny Cleaver). Незважаючи на ці фантазії, цілком практична, здатна безпомилково оцінити нових знайомих. У кінці роману знаходить вірного шанувальника (Хлюпа).
- Рая (англ. Riah) — старий єврей, близький друг Ліззі і Дженні. Служить у шахрая Фледжбі, який використовує його як ширму в своїх махінаціях. Зрештою, Рая відмовляється миритися з цим і йде від Фледжбі. Критики вважають, що Дікенс відчував провину перед єврейським народом за роман «Олівер Твіст», де виведений мерзенний єврей Фейгін, причому ситуація обтяжувалася тим, що Дікенс дав цьому персонажу прізвище свого тодішнього друга-єврея[7]. Причину загостреної чутливості Дікенс пояснює устами Раї (книга IV, розділ IX):

У християнських країнах до євреїв ставляться не так, як до інших народів. Люди кажуть: «Це поганий грек, але є і хороші греки. Це поганий турок, але є і хороші турки». А на євреїв дивляться зовсім по-іншому. Поганих серед нас знайти не важко — серед якого народу їх немає? Але християни рівняють найгіршого єврея з найкращим, наймерзеннішого з найбільш гідним і кажуть: «Всі євреї однакові». Образом доброго і благородного Раї, Дікенс задумав спокутувати свою провину і включити євреїв в число тих несправедливо знедолених, права і гідність яких він невпинно захищав до кінця життя. Рая — повний моральний антипод Фейгіна; частина критиків навіть вважає, що відсутність у нього недоліків знижує правдоподібність образу.
- Бредлі Гедстон (англ. Bradley Headstone) — шкільний учитель Чарлі Гексема. Вибився з низів завдяки багатьом рокам самообмеження. Покохавши Ліззі, він не в змозі втримати пристрасть і несамовито ревнує до Юджина. Вистеживши їх під час зустрічі, Гедстон нападає на Юджина і, вважаючи його мертвим, зіштовхує в річку. Щоб пустити поліцію по хибному шляху, Гедстон фабрикує докази проти Райдергуда, що живе неподалік, але той розкриває його задум і починає шантажувати Гедстона. Зокрема, Райдергуд вимагає, щоб Гедстон одружився з міс Пічер і передав її гроші шантажисту. Одночасно Гедстон отримує ще два удари: розрив з Чарлі і звістка, що Ліззі вийшла заміж за Юджина. У відчаї Гедстон закінчує життя самогубством і тягне за собою Райдергуда.
- Сайлас Вегг (англ. Silas Wegg) — одноногий продавець балад, найнятий Боффіном як читець. Відчуваючи злісну заздрість і шпигуючи за Боффіном, Вегг випадково знаходить новий заповіт Гармона-батька, більш пізній, ніж той, про який відомо. У ньому Боффін позбавляється спадку. Вегг використовує документ для шантажу.

## Ідейно-художні мотиви і критика
У романі простежуються дві знакові метафори: купи сміття як символ багатства і річка (Темза) як символ плину життя, оновлення і відродження.
Традиційний теплий гумор Дікенса супроводжує більшість позитивних персонажів. У розділах, де бере участь вище суспільство, автор не шкодує сарказму. Кілька розділів і персонажів введені, щоб засудити бездушну соціальну політику британської влади (епізоди з Бетті Гігден): «Більшість ганебних для нас випадків хвороб і смерті від злиднів, що обурюють наше суспільство і ганьблять нашу країну, є наслідком як беззаконня, так і нелюдяності, — і немає слів у мові, щоб належним чином затаврувати і те й інше».
Як прижиттєві, так і більш пізні відгуки на роман «Наш спільний друг» надзвичайно суперечливі, хоча більшість оцінок в цілому позитивні. Російський літературознавець Є. Ю. Генієва розглядає роман як моральну алегорію. У пізній творчості Дікенса «багато соціальних та психологічних образів отримали своє естетико-філософське завершення, здобули велику глибину і художню цілісність. Символізм, який вже заявив про себе в поетиці «Холодного будинку» і «Крихітці Дорріт», стає ще більш явним в романах «Повість про два міста», «Наш спільний друг». Останні романи відрізняє напружена увага до етичних, моральних проблем існування людини.
Гілберт Кіт Честертон вітав цю книгу як повернення до оптимізму і найкращих зразків стилю молодого Дікенса; він зауважив, що навіть там, де у Дікенса фарс, це такий фарс, який «досягає коренів Всесвіту». Едмунд Вілсон заявив в 1940 році, що пізні романи Дікенса викликають більшу зацікавленість і становлять більшу цінність для читача XX століття, ніж для сучасників автора.
На думку Енгуса Вілсона: 
«Роман володіє всіма якостями, які ми очікуємо і знаходимо у великих соціальних романах Дікенса: він дає всеохопну картину суспільства; всі його частини пронизані єдиною концепцією грошей як помилковою мірою людської цінності у світі, де все продається; гори сміття старого Джона Гармона — вражаючий символ багатства; негативний вплив грошей на характери майже всіх дійових осіб показано переконливо, різноманітними засобами, які потрапляють точно в ціль; річка як символ життя з її припливами і відпливами видається мені занадто розпливчастим і невиразним образом, але він розроблений краще, ніж символіка моря у романі «Домбі і син» або річки у романі «Крихітка Дорріт»; відродження до життя чотирьох молодих героїв - Белли, Юджина, Джона Гармона-молодшого і Ліззі, — які очистилися стражданнями фізичними та моральними, показано без перебільшення, відродження позбавлене нальоту сентиментальної солодкавості. Успіх, що увінчав новий підхід до традиційного матеріалу, дає підставу вважати роман «Наш спільний друг» важливою, значною віхою у творчості Дікенса.»
Проте Вілсон відзначає наявність в романі «слабких і невиразних місць» і критикує деякі нові, у порівнянні з більш ранніми романами, особливості стилю письменника. «Перед нами, ні багато ні мало, роман, який випередив свій час; але ... «Наш спільний друг» все ж поступається — хай і зовсім трішки — найкращим з попередніх романів письменника.
Біограф Дікенса, Гескет Пірсон пише: «Подих генія відчувається у кожному рядку цієї книги. Чого варті, наприклад, одні Венірінги і все їх середовище! Це найкращий зразок соціальної сатири Дікенса, яка в наші дні звучить ще більш їдко і злісно: адже за останні вісімдесят років сфера впливу нуворишів непомірно розрослася».

## Екранізації та ремінісценції
- У 1911 році з'явився німий фільм «Юджин Рейберн», ще один німий фільм «Vor Faelles Ven» («Наш спільний друг») був знятий в 1921 році в Данії.
- У другій половині XX століття Бі-бі-сі представила три міні-серіали «Наш спільний друг» — у 1958, 1976 і 1998 роках.
- В альбомі Пола Маккартні «Chaos and Creation in the Backyard» (2005) є пісня «Jenny Wren».